# Karl von Zyllnhardt (Forstmann)
Karl von Zyllnhardt (* 21. Juni 1744 auf der Bergfeste Dilsberg; † 23. Januar 1816 in München) war Grundherr in Mauer und Leiter der Bayerischen General-Forst-Administration.

## Leben
Er war der älteste Sohn des Johann Friedrich von Zyllnhardt, des kurpfälzischen Hauptmanns und Kommandanten auf der Feste Dilsberg. Nach dem frühen Tod des Vaters war er Page am gräflich Leiningen'schen Hof und trat danach in den hessen-darmstädtischen Militärdienst. 1769 wechselte er in den kurpfälzischen Militärdienst zum Dragonerregiment nach Heidelberg, anschließend diente er im Regiment Prinz Max in Neuburg und München.
Er war ab 1778 mit Eleonore von Roman, die jedoch schon wenige Jahre nach der Geburt des gleichnamigen Sohnes Karl von Zyllnhardt (1779–1828) verstarb, verheiratet. Der Sohn wurde zunächst bei Verwandten der mütterlichen Seite in Ludwigsburg erzogen, bevor Zyllnhardt ihn 1787 auf das Landgut in Mauer holte und ihn dort durch Privatlehrer erziehen ließ und auch selbst unterrichtete. In Mauer ließ Zyllnhardt 1788 auch das Lustschlösschen Sorgenfrei errichten.
1789 folgte er einem Ruf des Landgrafen von Hessen-Darmstadt als Oberst und Chef des hessisch-darmstädtischen Kriegs-Departements, legte die Tätigkeit jedoch schon vor Ablauf von Jahresfrist nieder und schied aus dem Militärdienst aus, um sich wieder auf sein Landgut zurückzuziehen, wo er sich der Viehzucht und dem Obstbau widmete. Er war äußerst belesen und hat selbst auch vielfach über seine Erfolge bei der Verbesserung der Viehzucht und des Obstbaus publiziert.
1795 wurde er zum Landesoberjägermeister im Herzogtum Pfalz-Zweibrücken ernannt. In dieser Position hat er zahlreiche weitere Schriften zur Verbesserung der Landwirtschaft und des Forstwesens publiziert. 1803 wurde er kurfürstlicher Landjäger- und Oberforstmeister im Fürstentum Würzburg. Nach dem Pressburger Frieden wurde er nach München zum Chef des geheimen Central-Forst-Bureaus berufen. Bis zu seinem Tod blieb er Leiter der Bayerischen General-Forst-Administration in München.